# 久納誠一
久納 誠一（くのう せいいち、1887年3月4日 - 1962年3月13日）は、日本の日本陸軍の軍人。最終階級は陸軍中将。

## 経歴
東京出身。久納半治郎の長男として生れる。名古屋陸軍地方幼年学校、中央幼年学校を経て、1905年11月、陸軍士官学校（第18期）を卒業。翌年6月、騎兵少尉に任官し騎兵第1連隊付となる。1914年11月、陸軍大学校（第26期）を優等で卒業した。
陸軍省軍務局付勤務、伏見宮貞愛親王副官などを経てフランス駐在となり、1918年11月から一年間、ルーマニアのフランス軍に従軍した。陸軍技術本部付（欧州出張）、陸大教官、参謀本部員などを歴任し、1923年7月、陸相秘書官となり山梨半造大臣に仕えた。朝鮮総督秘書官、騎兵第28連隊長、陸大教官、陸軍騎兵学校教官、第8師団参謀長などを歴任した。1934年11月22日発表の論功行賞において、功四級勲三等旭日中綬章、第八師団司令部参謀長、騎兵大佐として掲載され、新聞各社の号外等により報道された。1935年3月、陸軍少将に進級。
騎兵学校幹事、騎兵第4旅団長、朝鮮軍参謀長などを務める。1938年3月、陸軍中将となり、以後、軍馬補充部本部長、第18師団長、第22軍司令官、参謀本部付などを歴任。1941年1月、予備役に編入された。
1947年（昭和22年）11月28日、公職追放仮指定を受けた。

## 親族
- 娘婿 高木作之（陸軍中佐）
- 義兄 小藤恵（陸軍少将）